# Dorkota Lajos
Dorkota Lajos (Dunaújváros, 1958. július 19. –) jogász, politikus; 1998-tól 2013-ig a Fidesz – Magyar Polgári Szövetség országgyűlési képviselője, 2006-tól 2013-ig Dunaújváros alpolgármestere, 2011-től 2013-ig a Fejér Megyei Kormányhivatal vezetője, 2013-tól 2020-ig a Magyar Energetikai és Közmű-szabályozási Hivatal elnöke.

## Élete

### Tanulmányai
1976-ban maturált a dunaújvárosi Münnich Ferenc Gimnáziumban. 1981-ben végzett a Janus Pannonius Tudományegyetem Állam- és Jogtudományi Karán jogászként. 1983-ban ügyvéd-jogtanácsosi szakvizsgát tett.
Társalgási szinten tud németül.

### Politikai pályafutása
2006 és 2013 között Dunaújváros alpolgármestere. 2010 és 2013 között is ott ült a dunaújvárosi közgyűlésben mint képviselő.
1998. június 18. és 2013. június 30. között a Fidesz – Magyar Polgári Szövetség országgyűlési képviselője.
2011. január 1. és 2013. június 30. között a Fejér megyei kormányhivatalt vezető kormánymegbízott. 2013. július 1. és 2020. június 30. között a Magyar Energetikai és Közmű-szabályozási Hivatal (MEKH) elnöke.

## Elismerései
- Pro Pentele Díj (2007)[3]
- Dunaújváros díszpolgára (2011)[3]